# Maurice Schoemaker
Maurice Schoemaker (auch Maurits Schoemaker, * 27. Dezember 1890 in Anderlecht; † 24. August 1964 in Etterbeek) war ein belgischer Komponist. Einige Werke aus seiner Feder sind unter dem Pseudonym Wil Saer herausgegeben.

## Leben und Werk
Maurice Schoemaker war Schüler von Théo Ysaÿe (Harmonielehre), Michel Brusselmans (Kontrapunkt), Martin Lunssens (Fuge) und Paul Gilson (Komposition). 1935 gründete er die Komponistengruppe der Synthetisten.
Maurice Schoemaker war Leiter der belgischen Vereinigung für musikalische Urheberrechte (SABAM) und des von 1951 bis 2015 aktiven belgischen Zentrums für Musikdokumentation (CeBeDeM).
Maurice Schoemaker schrieb Orchesterwerke, unter anderem eine Symphonie (1946), eine Sinfonia da camera (1929), eine Sinfonia breve (1938), die Opern Swane (1933), Arc-en-Ciel (1937), Brueghel-Suite. Symphonische Variationen für grosses Orchester (Breitkopf & Härtel, Leipzig, 1942), De Toverviool (1954), zwei Ballette, Kammermusik, Lieder und Chöre.